# Storjord (Beiarn)
Pour les articles homonymes, voir Storjord.
Storjord est une localité du comté de Nordland, en Norvège.

## Géographie
Administrativement, Storjord fait partie de la kommune de Beiarn.